# تانيا كريل
تانيا كريل (من مواليد 1977) هي كهربائية ألمانية اشتهرت برفع دعوى قضائية ضد الجيش الألماني أمام محكمة العدل الأوروبية، والتي أجبرت الجيش الألماني على السماح للنساء بالانضمام إلى القوات المسلحة في حكم صدر يوم 11 يناير 2000 م.
في أعقاب صدور الحكم عام 2000، غيرت الحكومة الألمانية قانونًا يحظر على النساء الخدمة، وبحلول عام 2001 انضمت أول متطوعة. إلا أن تانيا كريل لم تنضم إلى القوات المسلحة بعد فوزها بالدعوى.
سُمح للنساء بالعمل كضابطات أو مجندات في السلك الطبي منذ عام 1975، وكموسيقيات في السلك الموسيقي منذ عام 1991.
لم يكن لدى ألمانيا مطلقًا التجنيد الإجباري للنساء (كان موجودًا بالنسبة للرجال حتى عام 2011).

## أنظر أيضا
- خدمة عسكرية